# Euroïsation

Carte de l'euroïsation et de la dollarisation :
Eurozone
Pays externes utilisant l'euro
Monnaies ayant un change fixe avec l'euro
Monnaies ayant un change flottant avec l'euro
États-Unis
Pays externes utilisant le dollar
Monnaies ayant un change fixe avec le dollar
Monnaies ayant un change flottant avec le dollar

L'euroïsation est l'adoption unilatérale de l'euro par un État pour remplacer sa monnaie nationale. Cette adoption unilatérale s'oppose à la logique classique d'intégration dans la zone euro, qui suppose l'appartenance de l'État concerné à l'Union européenne et son intégration à cette zone monétaire par un accord avec l'UE, les États membres de l'Eurosystème et la Banque centrale européenne au terme d'un processus de convergence macroéconomique et monétaire. Le mot est formé par calque de la dollarisation.

## États membres de l'Union européenne

### États membres utilisant l’euro
- Allemagne (sauf Büsingen am Hochrhein qui utilise le franc suisse)
- Autriche
- Belgique
- Chypre (dont la ligne verte et les bases souveraines britanniques, mais pas en  Chypre du Nord qui utilise de facto la livre turque)
- Croatie
- Espagne
- Estonie
- Finlande (dont  Îles Åland)
- France (sauf Nouvelle-Calédonie, Wallis-et-Futuna et Polynésie française qui utilisent le franc pacifique)
- Grèce
- Irlande
- Italie (sauf Campione d'Italia qui utilise le franc suisse)
- Lettonie
- Lituanie
- Luxembourg
- Malte
- Pays-Bas (uniquement en métropole)
- Portugal
- Slovaquie
- Slovénie

### États membres tenus d'adopter l'euro
Ces États officiellement membres de l'Union européenne sont tenus d'adopter à terme l'euro mais ne respectent pas encore les critères d'adoption.
- Bulgarie (lev - décision unilatérale de maintien d'un cours fixe correspondant à l'ancienne parité lev / mark allemand)
- Hongrie (forint)
- Pologne (złoty)
- Roumanie (leu)
- Suède (couronne)
- Tchéquie (couronne)

Le Danemark (couronne) bénéficie pour sa part d'une option de retrait, mais fait tout de même partie du MCE II.

## États non-membres utilisant l'euro

Carte de l'Europe illustrant l'euroïsation :
États membres de l'eurozone
Micro-États utilisant l'euro avec accord bilatéral
États ayant adopté l'euro unilatéralement
États garantissant un taux de change fixe avec l'euro
États garantissant un taux de change flottant avec l'euro

Six États non-membres de l'Union utilisent la monnaie unique, avec des modalités différentes.

### Euroïsation par accord avec l'UE
Quatre États utilisent l'euro à la suite d'un accord bilatéral passé avec l'Union :
- Andorre (accord depuis 2011, utilisation depuis le début).
- Monaco[N 1]
- Saint-Marin[N 2]
- Vatican[N 2]

D'autres territoires utilisent l'euro par accord :
- Akrotiri et Dhekelia
- Île Clipperton
- Saint-Barthélemy
- Saint-Pierre-et-Miquelon
- Terres australes et antarctiques françaises

### Euroïsation unilatérale
Deux États ont adopté l'euro sans accord avec l'Union :
- Monténégro
- Kosovo

## États utilisateurs d'une monnaie liée à l'euro à parité fixe

Euroïsation en Afrique : En couleur pleine, les utilisateurs de l'euro. En hachuré, les pays ayant un taux fixe de conversion avec l'euro.

Plus de 162 millions de personnes utilisent l'un des deux francs CFA (CEMAC et UEMOA) ; lors du passage du franc français à l'euro, la parité fixe a été conservée.

### Franc CFA de l'UEMOA- BCEAO
Dépendants de la Banque centrale des États de l'Afrique de l'Ouest, autrefois lié à parité fixe avec le franc français.
- Bénin
- Burkina Faso
- Côte d'Ivoire
- Guinée-Bissau
- Mali
- Niger
- Sénégal
- Togo

### Franc CFA de la CEMAC- BEAC
Dépendants de la Banque des États de l'Afrique centrale, autrefois lié à parité fixe avec le franc français.
- Cameroun
- Gabon
- Guinée équatoriale
- République centrafricaine
- République du Congo
- Tchad

### Franc CFP
Dépendants de l'Institut d'émission d'outre-mer, auparavant lié à parité fixe avec le franc français.
- Polynésie française
- Nouvelle-Calédonie
- Wallis-et-Futuna

### Franc comorien
Dépendants de la Banque centrale des Comores, autrefois lié à parité fixe avec le franc français.
- Comores

### Zone Escudo
Autrefois lié à parité fixe avec l'Escudo portugais.
- Cap-Vert (Escudo cap-verdien)
- Sao Tomé-et-Principe (Dobra santoméen)

### Autre par décision unilatérale
- Bosnie-Herzégovine (Marka - décision unilatérale de maintien d'un cours fixe, héritage du Mark allemand en vigueur avant les accords de Dayton-Paris)
- Géorgie (Lari - décision unilatérale de maintien d'un cours fixe)
- Maroc (Dirham marocain - décision unilatérale de maintien d'un cours indexé à 60 % sur l'euro et à 40 % sur le dollar depuis 2015, 80 % et 20 % avant).
- Macédoine du Nord (Denar macédonien) - décision unilatérale de maintien d'un cours fixe depuis 1998[3],[4].